# Втікач джудунів
«Втікач джудунів» (англ. Fugitive of the Judoon) — п'ятий епізод дванадцятого сезону поновленого британського науково-фантастичного телесеріалу «Доктор Хто». Вперше його показали в ефірі телеканалу BBC One 26 січня 2020 року о 19:10 за місцевим часом. Сценарій до епізоду написали Вінай Петел і Кріс Чібнолл (шоуранер серіалу), а режисером виступила Ніда Манзур.
Епізод представляє тринадцяте втілення іншопланетного авантюриста і мандрівника у часі Доктора (у виконанні Джоді Віттакер) та її супутників, що подорожують з нею — Грема О'Браяна (грає Бредлі Велш), Раяна Сінклейра (грає Тосін Кол) та Ясмін Кхан (грає Мендіп Ґілл). Також повертається супутник Десятого Доктора, капітан Джек Гаркнесс (Джон Барроумен; остання поява — спецвипуск Кінець часу 2009-10 року).

## Сюжет

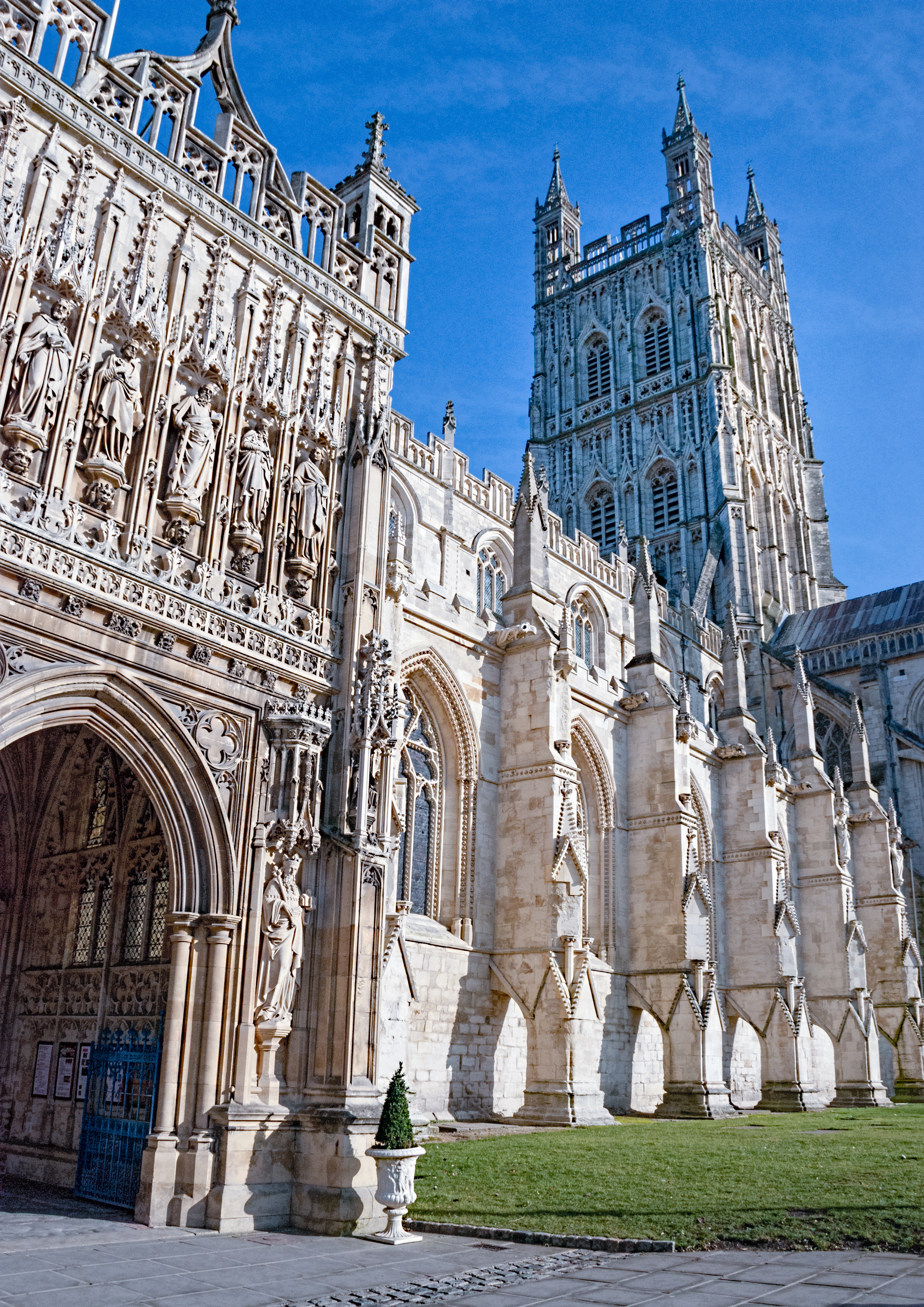
Події епізоду відбуваються у місті Глостер, зокрема в Глостерському соборі.

Джудуни прибувають у Глостер, щоб знайти втікача, тому обгороджують місто силовим полем. Вони збираються напасти на будинок подружжя Лі та Рут Клейтонів, проте Доктор і її супутники хочуть запобігти цьому. Під час цієї пригоди Грем зупиняється подивитися на тістечка в магазині, але телепортується на космічний корабель, пілотований капітаном Джеком Гаркнессом, який вважає Грема новим втіленням Доктора, відмічаючи привабливу сивину. Знайшовши маленьку іншопланетну коробку у квартирі Клейтонів, Доктор вимагає, щоб вони розказали всю правду, але Лі відмовляється. Коли інші тікають, Лі здається джудунам і його вбиває Ґат — людина, яка уклала контракт з джудунами для полювання на втікача. Раян і Яс також потрапляють на корабель Джека, на якого тепер нападають ті, у кого він власне і вкрав корабель.
Доктор і Рут тікають до Глостерського собору, де їх оточують джудуни. Завдяки некерованому інстинкту Рут знешкоджує прибульців, виламуючи ріг одному з них, що є найбільшою ганьбою серед джудунів. Після цього бою Рут не може пояснити свої дії, бо тоді вона ніби не керувала своїм тілом. Текст, надісланий від помираючого Лі, викликає Рут пам'ять, яка веде їх до маяка, де жінка виросла. Гаркнесс не в змозі перемістити Доктора на корабель через силове поле джудунів, передає супутникам інформацію з майбутнього про загрозу у вигляді Самотньої кіберлюдини, якої треба остерігатися і не давати їй того, чого вона хоче. Він змушений телепортуватися через систему протидії крадіжок корабля, нагадуючи, що ще зустрінеться з Тринадцятим Доктором. Також Джек програмує корабель, щоб і супутники повернулися у Глостер. 
Прибувши до маяка, Рут знаходить будильник, вимикаючи який її охоплює дивна енергія. Тим часом Доктор виявляє могилу, в якій немає тіла. Натомість, викопавши її, героїня бачить там TARDIS. Рут представляється Доктором. У TARDIS Рут і Доктор розуміють, що жодна з них не пам'ятає одна одну, хоча звукова викрутка і вважає їх однією людиною. Рут пояснює, що колись працювала у Ґат і ховалася від неї, використовуючи арку хамелеона, поки Лі був її захисником. TARDIS прибуває на борт корабля джудунів, де Ґат стикається з Рут. Супроти порад Рут Доктор розкриває свою особистість. Ґат говорить, що теж є володарем часу, проте їхній Галліфрей живий. Доктор каже, що двічі бачила, як її світ палав і вони можливо є кимось з її минулого. Після того, як Доктор показує видіння знищеного Галліфрею, Ґат у потрясінні вистрілює в Рут, проте відбивається і Ґат помирає.  
У кінці Рут повертає Доктора до її TARDIS. Супутники передають повідомлення від Гаркнесса про Самотню Кіберлюдину. Доктор, заплутана через останні події — Майстер, Рут-Доктор, капітан Джек, відчуває, що за нею щось йде. TARDIS помічає три сигнали біди з різних материків на Землі — ситуація, з якою герої змушені розібратися у наступному епізоді. 

## Виробництво

### Початкова розробка і написання сценарію
«Втікач джудунів» був написаний Вінаєм Петелем, що раніше створив сценарій для шостого епізоду одинадцятого сезону «Демони Пенджабу». Також написанням сценарію зайнявся Кріс Чібнолл — шоуранер телесеріалу (виконавчий продюсер і головний сценарист).

### Кастинг
Джо Мартін виконала в епізоді роль Рут Клейтон, яка пізніше виявляється раніше невідомим втіленням Доктора. У титрах Мартін названа просто «Рут» без приставки «Доктор», що не властиво появам нових Докторів ще з 2005 року. Нелл Стюк також зіграв джудуна. Інші актори були анонсовані у журналі Doctor Who Magazine #547 на початку січня 2020 року. В епізоді після десятилітньої відсутності у телесеріалі повертається персонаж Джона Барроумена — капітан Джек Гаркнесс, супутник Десятого Доктора і головний герой серіалу «Торчвуд», що є спін-офом «Доктора Хто». Його поява не була анонсована перед виходом епізоду, тому стала сюрпризом для глядачів. Рассел Ті Девіс, головний сценарист і виконавчий продюсер телесеріалу з 2005 по 2010 рік вказаний у титрах як творець джудунів і Джека Гаркнесса.

### Знімання епізоду
Ніда Манзур виступила режисером третього виробничого блоку цього сезону, що включав епізоди «Ніч жаху Ніколи Тесла» та «Втікач джудунів». Знімання у Глостері відбувалося 22 та 23 травня 2019 року. Раніше Глостер був локацією для знімання різдвяного спецвипуску «Наступний Доктор» 2008 року.

## Трансляція епізоду та відгуки

### Реліз
Епізод показали в ефірі BBC One 26 січня 2020 року о 19:10 за Лондонським часом. BBC відмовилися від попереднього перегляду за кілька годин до демонстрації на телебаченні, що свідчить про те, що у «Втікачі джудунів» присутні сюрпризи, які компанія не хотіла викривати.

### Рейтинги
Загалом епізод переглянуло 4,21 мільйона глядачів, що зробило його шостою програмою за кількістю переглядів того дня у Великій Британії. «Втікач джудунів» отримав індекс оцінки 83.

### Сприйняття
Агрегатор Rotten Tomatoes підрахував 100% у рейтингу схвалення і середній бал 8.29/10 на основі 11 відгуків критиків. Консенсус вебсайту зазначив, що епізод зробив великий поворот для сюжету дванадцятого сезону та серіалу загалом.